# Proyecto Vidalia
El proyecto Vidalia es una GUI multiplataforma discontinuada para controlar Tor, construida usando el Qt. Permite al usuario iniciar, detener y ver el estado de Tor, monitorizar el uso de ancho de banda, vista, filtrar y buscar mensajes de registro y configurar algunos aspectos de la Tor. Vidalia también hace más fácil contribuir a la red Tor, ayudando a que el usuario que lo desea configure un servidor Tor.
Otra característica destacada es el mapa de la red Tor, que permite al usuario ver la ubicación geográfica de los servidores de la red Tor, así como por donde está pasando el tráfico de la aplicación del usuario.
El nombre proviene de la cebolla Vidalia, ya que "Tor" es acrónimo de "The Onion Router" (el enrutador de cebolla).
Vidalia se distribuye bajo la Licencia Pública General de GNU. Se ejecuta en cualquier plataforma soportada por Qt 4.2, incluyendo Windows, Mac OS X y Linux y otras variantes Unix-like que utilizan el sistema de ventanas X11.